# Taciana Cesar
Taciana Cesar, född Lima den 19 december 1983 i Olinda, är en bissauguineansk-brasiliansk judoutövare.
Vid olympiska sommarspelen 2016 i Rio de Janeiro tävlade Cesar i extra lättvikt och blev utslagen i den andra omgången av Galbadrachyn Otgontsetseg.
Cesar tävlade för Guinea-Bissau vid olympiska sommarspelen 2020 i Tokyo. Hon blev utslagen i den första omgången i halv lättvikt mot Park Da-sol.